# Jean-Paul Rappeneau
Jean-Paul Rappeneau (n. 8 aprilie 1932, Auxerre, Bourgogne, Franța) este un regizor de film și scenarist francez. A primit Premiul César pentru cel mai bun regizor pentru Cyrano de Bergerac (1990). A fost nominalizat la Premiul Oscar pentru cel mai bun scenariu original pentru Omul din Rio (1964).

## Filmografie

### Ca regizor
- 1958 Chronique provinciale (scurtmetraj)
- 1965 Viața la castel (La Vie de château)
- 1971 Mirii anului II (Les Mariés de l'an II)
- 1975 Sălbaticul (Le Sauvage)
- 1982 Numai foc și pară (Tout feu, tout flamme)
- 1990 Cyrano de Bergerac
- 1995 Husarul de pe acoperiș (Le Hussard sur le toit)
- 2003 Drum bun (Bon voyage)
- 2015 Belles familles

### Ca scenarist
- 1959 : Signé Arsène Lupin, de Yves Robert (scris împreună cu Diego Fabbri și  Yves Robert, după o nuvelă de Maurice Leblanc)
- 1960 : Zazie dans le métro, de Louis Malle (scris împreună cu Louis Malle, după un roman de Raymond Queneau)
- 1962 : Le Combat dans l'île, de Alain Cavalier (scris împreună cu Alain Cavalier)
- 1964 : Omul din Rio (L'Homme de Rio), de Philippe de Broca (scris împreună cu Daniel Boulanger, Philippe de Broca și Ariane Mnouchkine)
- 1965 : Fabuloasa aventură a lui Marco Polo (La Fabuleuse Aventure de Marco Polo), de Noël Howard și Denys de La Patellière (scris împreună cu Denys de La Patellière, Noël Howard, Raoul Lévy și Jacques Rémy)
- 1965 : Les Survivants, de Dominique Genee (scris împreună cu Pierre Boileau și Thomas Narcejac) (serial TV)
- 1966 : La Vie de château (scris împreună cu Alain Cavalier, Claude Sautet și Daniel Boulanger)
- 1971 : Les Mariés de l'an II (scris împreună cu Daniel Boulanger, Maurice Clavel și Claude Sautet)
- 1973 : Le Magnifique, de Philippe de Broca (scris împreună cu Philippe de Broca, Vittorio Caprioli și Francis Veber)
- 1975 : Le Sauvage (scris împreună cu Jean-Loup Dabadie și Élisabeth Rappeneau)
- 1982 : Numai foc și pară (scris împreună cu Joyce Buñuel și Élisabeth Rappeneau)
- 1990 : Cyrano de Bergerac (scris împreună cu Jean-Claude Carrière, după o piesă de teatru de Edmond Rostand)
- 1995 : Le Hussard sur le toit (scris împreună cu Jean-Claude Carrière și Nina Companéez, după roman de Jean Giono)
- 2003 : Bon voyage (scris împreună cu Gilles Marchand, Patrick Modiano, Julien Rappeneau și Jérôme Tonnerre)
- 2015 : Belles Familles (scris împreună cu Philippe Le Guay și Julien Rappeneau)

### Ca regizor secund
- 1955 : Les Fruits de l'été regizat de Raymond Bernard
- 1957 : Les Suspects regizat de Jean Dréville
- 1956 : Les Biens de ce monde regizat de Édouard Molinaro (scurtmetraj)
- 1957 : 6 mois plus tard de René Lucot (scurtmetraj de formare profesională)
- 1957 : Appelez le 17 de Édouard Molinaro (scurtmetraj)

## Legături externe
- Jean-Paul Rappeneau la Internet Movie Database